# The Spitts
The Spitts är en rockgrupp från Vretstorp i Närke som släppte en EP och två fullängdsalbum åren 2002-2009.
Bandet startades 1999 med influenser från punk och rockabilly. Samma år kom debutsingeln "Stay Away From My Honey". Året därpå kom EP:n Eight Speed Improved Tracks på den tyska undergroundlabeln People Like You (I Used To Fuck People Like You In Prison Records). 2001 fick Spitts sitt mediala genombrott med omtalade spelningar på Hultsfredsfestivalen och Arvikafestivalen.
2002 släppte bandet sitt debutalbum Cut The Circulation Off på samma tyska skivbolag. Videon till singeln "I'm In Love" gick upp på Nordic MTV Chart. Andra singeln "That's My Girl" nådde samma placering.
År 2005 medverkade bandet i projektet Spittswear under Paris Fashion Week. Evenemanget fångades på foto av Michael Steinbergs, vars fotoserie året därpå visades på Örebro Konsthall.   
År 2009 släpptes bandets andra fullängdsalbum Saturday Kicks på egna bolaget RedWeiss. Efter skivsläppet gjorde The Spitts en mindre Sverigeturné och spelade på flera sommarfestivaler. Strax efter turnéavslutet beslöt man att pausa bandet på obestämd framtid. 

## Medlemmar
Nuvarande medlemmar
- Henrik Lovebacke (tidl. Åkesson) – sång (1999–idag)
- David Jacobsson – basgitarr (1999–idag)
- Stefan Yngvesson – trummor (1999–idag)

Tidigare medlemmar
- Henrik Jansson – gitarr (1999–2003)
- Thor Lunde – gitarr (2004–2005)
- Andreas 'Deze' Birgersson – gitarr (2009–2010)
- Peter Henriksén – gitarr (2009–2010)